# Larry Hagman
Larry Martin (Larry) Hagman (Fort Worth, 21 september 1931 – Dallas, 23 november 2012) was een Amerikaans acteur. Hij werd vooral bekend als J.R. in de televisieserie Dallas.

## Biografie
Hagman was de zoon van actrice Mary Martin. Toen zijn ouders in zijn jeugd van elkaar scheidden, ging hij bij zijn grootmoeder wonen. Toen Hagman 12 jaar oud was overleed zijn grootmoeder en ging hij terug naar zijn moeder die inmiddels hertrouwd was en een carrière op Broadway was begonnen.

### Toneel
Hij besloot in de voetsporen van zijn moeder te treden en ook acteur te worden. Hagman speelde in een aantal kleine toneelstukken in New York. Toen hij begin 20 was, verhuisde hij met zijn moeder naar Engeland waar hij vijf jaar samen met haar in het toneelstuk South Pacific zou spelen.
Hierna trad Hagman in dienst bij de U.S. Air Force, waar hij diverse toneelstukken produceerde en regisseerde voor de andere soldaten. Na zijn diensttijd ging Hagman opnieuw in New York wonen. Hier speelde hij in diverse toneelstukken, zowel op Broadway als op andere podia.

### Televisie
Zijn televisiecarrière begon in 1961. Aanvankelijk had hij een aantal gastrollen. Hierna volgde een rol in de serie The Edge of Night waarin hij twee jaar zou meespelen. Zijn doorbraak op tv kwam met de sitcom I Dream of Jeannie waarin hij de hoofdrol naast Barbara Eden vervulde. Hij vervolgde zijn televisiesucces met series als The Good Life en Here We Go Again.

#### Dallas
In 1977 kreeg Hagman de aanbieding om mee te werken aan de televisieserie Dallas. Hierin speelde hij de miljonair J.R. Ewing, een man die door zijn keiharde manier van zaken doen zich bij velen impopulair maakte. Ook in de persoonlijke relaties speelde J.R. vaak een discutabele rol. De aflevering die eindigt met het neerschieten van J.R. is een van de best bekeken televisieprogramma's ooit. De serie liep in totaal 14 seizoenen.
Ook in 1996 en 1998 kroop Hagman in de huid van J.R. voor twee televisiefilms. Ook speelde hij in de dramaserie Orleans waarvoor hij goede kritieken kreeg.
In 1998 speelde hij in de film Primary Colors samen met sterren als John Travolta, Emma Thompson en Kathy Bates.
Als geboren Texaan en hoofdrolspeler in Dallas was zijn naam ontegenzeggelijk verbonden aan Texas. Hij presenteerde dan ook Lone Star, een achtdelige serie over de geschiedenis van Texas ter ere van het 150-jarig bestaan als onafhankelijke staat.

### Gezondheid
Naast zijn werk als acteur hield Hagman zich actief bezig met gezondheid en projecten op sociaal gebied. In 1987 werd een video uitgebracht die het roken moest tegengaan, de titel was Larry Hagman—Stop Smoking for Life. Opbrengsten hiervan gingen naar het Amerikaans kankerfonds.
In 1995 moest Hagman een levertransplantatie ondergaan. Zijn jarenlange drankmisbruik had het ergste geëist van zijn lever. In 1996, één jaar na zijn operatie, werd Hagman woordvoerder voor de U.S. Transplant Games waarbij mensen bewust werden gemaakt op het gebied van orgaandonatie. Hiervoor kreeg hij een onderscheiding en tot zijn overlijden was hij op dit gebied actief.
In 2011 werd bekend dat Hagman keelkanker had en daarvoor werd behandeld. Door deze behandelingen leek de gezondheid van Hagman vooruit te gaan en was hij weer in staat om mee te werken aan de nieuwe serie van Dallas, maar in 2012 overleed hij op 81-jarige leeftijd aan complicaties ten gevolge van keelkanker.

### Privé
Hagman was getrouwd met de Zweedse Maj Exelsson. Ze leerden elkaar kennen tijdens zijn verblijf in Londen. Ze trouwden op 18 december 1954. Ze hebben twee kinderen, dochter Kristina Mary Heidi en zoon Preston.

## Trivia
- Bij het spelen in South Pacific met zijn moeder in Londen, maakte een andere acteur, Sean Connery, zijn toneeldebuut.
- Larry Hagman speelde als enige acteur een rol in alle 357 afleveringen van Dallas.

## Filmografie

### Acteur
- Dallas (2012, als J.R. Ewing)
- Dallas: War of the Ewings (1998) (televisiefilm)
- Primary Colors (1998)
- The Third Twin (1997) (televisiefilm)
- Orleans (1997) (televisieserie)
- Dallas: J.R. Returns (1996) (televisiefilm)
- Nixon (film) (1995)
- Staying Afloat (1993) (televisiefilm)
- Dallas: The Early Years (1986) (als verteller, televisiefilm)
- Deadly Encounter (1982) (televisiefilm)
- Jag Rodnar (1981, als zichzelf) (Engelse titel: I Am Blushing)
- S.O.B. (1981)
- Superman (1978)
- Dallas (1978-1991, als J.R. Ewing) (televisieserie)
- Last of the Good Guys (1978) (televisiefilm)
- The President's Mistress (1978) (televisiefilm)
- A Double Life (1978) (televisiefilm)
- Intimate Strangers (1977) (televisiefilm)
- Checkered Flag or Crash (1977)
- The Rhinemann Exchange (1977) (minitelevisieserie)
- Cry for Justice (1977)
- The Eagle Has Landed (1976)
- The Big Bus (1976)
- The Return of the World's Greatest Detective (1976) (televisiefilm)
- Mother, Jugs & Speed (1976)
- The Big Rip-Off (1975) (televisiefilm)
- Sarah T. - Portrait of a Teenage Alcoholic (1975) (televisiefilm)
- Hurricane (1974) (televisiefilm)
- Harry and Tonto (1974)
- Sidekicks (1974) (televisiefilm)
- Stardust (1974)
- What Are Best Friends For? (1973) (televisiefilm)
- Blood Sport (1973) (tv) Coach Marshall
- The Alpha Caper (1973, als Tudor) (tv)
- The Toy Game (1973, burgemeester)
- Applause (1973, als Bill Sampson) (tv)
- Here We Go Again (1973) (televisieserie)
- Antonio (1973)
- No Place to Run (1972) (televisiefilm)
- Beware! The Blob (1972)
- Getting Away from It All (1972) (televisiefilm)
- A Howling in the Woods (1971) (televisiefilm)
- The Good Life (1971) (televisieserie)
- The Hired Hand (1971) (televisiefilm)
- Vanished (1971) (televisiefilm)
- Up in the Cellar (1970)
- Three's a Crowd (1969) (televisiefilm)
- The Group (1966)
- The Rogues (1964) (televisieserie)
- I Dream of Jeannie (1965) (televisieserie)
- In Harm's Way (1965)
- Fail-Safe (1964)
- Ensign Pulver (1964)
- The Cavern
- The Silver Burro (1963) (televisiefilm)
- The Edge of Night (1956) (televisieserie)
- The Outcasts of Poker Flat (1958) (televisiefilm)
- Search for Tomorrow (1951) (televisieserie)

### Regisseur
- In the Heat of the Night: Who Was Geli Bendl? (1994) (televisiefilm)
- In the Heat of the Night (1988) (televisieserie)
- Dallas (1978) (televisieserie)
- Beware! The Blob (1972)
- I Dream of Jeannie (1965) (televisieserie)

- Biblioteca Nacional de España: XX1177135
- Bibliothèque nationale de France: cb14049694j (data)
- Gemeinsame Normdatei: 124132901
- International Standard Name Identifier: 0000 0000 5930 3891
- Library of Congress Control Number: n81044989
- MusicBrainz: 7731955e-e9c8-475a-8e48-0014d76a523f
- Nationale Bibliotheek van Israël: 987007342239105171
- SNAC: w6f61kbt
- Système universitaire de documentation: 233949569
- Virtual International Authority File: 37118808
- WorldCat: E39PBJyH3d6QD9KcVV7mmxhGpP